# Чао, Ману
Ману́ Ча́о (имя при рождении — Хосе-Мануэль Томас Артур Чао (исп. José-Manuel Thomas Arthur Chao), род. 21 июня 1961, Париж) — французский музыкант испанского (галисийско-баскского) происхождения. Известен как сольный музыкант и как лидер группы Mano Negra. Его музыку можно охарактеризовать как сплав рока и латиноамериканской музыки. Тексты песен Ману Чао — на французском, испанском, галисийском, португальском и английском языках.

## Биография

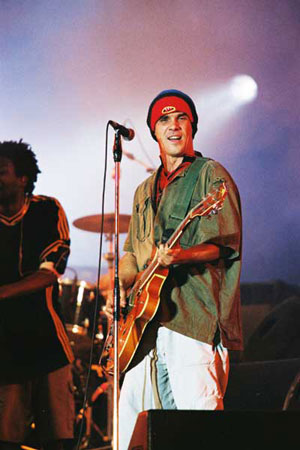
Ману Чао

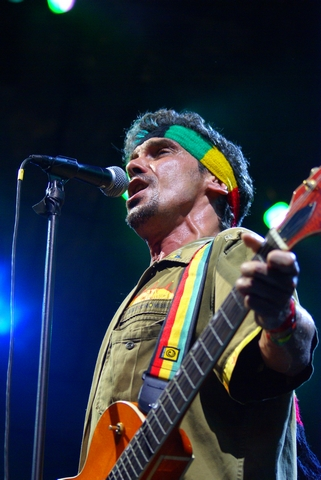
Ману Чао

Ману Чао родился в Париже в семье испанцев, иммигрировавших во Францию, скрываясь от диктатуры Франко. Его отец — известный журналист и писатель Рамон Чао. Ману Чао вырос в Париже и живёт в Бразилии, Марселе и Барселоне. С 1987 по 1995 год был лидером музыкального коллектива «Mano Negra», основанного Ману и его братом Антуаном. До того участвовал в группе «Le Hots Pants». Тексты «Mano Negra» зачастую носили политический характер. В 1995 году Ману распустил группу и начал деятельность под собственным именем, в сопровождении группы «Radio Bemba Sound System». Коммерческий успех в Европе и Северной Америке пришёл с выходом сингла «Bongo Bong» (1998). Темы альбомов «Clandestino» и «Próxima Estación: Esperanza», получивших статус платиновых, — политические и социальные проблемы развивающихся стран, но также тематика жизни и любви в целом. Ману Чао демонстрирует свои политические убеждения не только в текстах песен, но и оказывает финансовую поддержку начинающим музыкантам, а также поддерживая сапатистов.
Среди премий Ману Чао: лучший французский исполнитель 2001 года на «MTV Europe Music Awards» и «Гойя» за лучшую песню (2006, песня Me llaman Calle к фильму «Принцессы»). Он также является композитором фильма «Марадона» (2008) Эмира Кустурицы. «Me gustas Tu» (2001) является саундтреком этого фильма.
«Однажды в Мексике» (Desperado 2), (2003)

### Политические взгляды
С 1991 года Чао работает с организацией LA Colifata, которая является неправительственной организацией, состоящей из группы пациентов и бывших пациентов больницы Борда, психиатрической больницы в Буэнос-Айресе, Аргентина. Чао использует как веб-сайт, так и учетную запись Facebook, чтобы показать свою работу с этими пациентами и бывшими пациентами. На своей странице в Facebook он объясняет, что миссия этой группы состоит в том, чтобы уменьшить стигматизацию, которую люди ставят на психические заболевания, и способствовать использованию услуг, предназначенных для оказания помощи людям с психическими заболеваниями.

## Пресса о Ману Чао
Человек по имени Ману Чао (Manu Chao) доводит организаторов своего московского концерта прямо-таки до истерик. Музыкант сам диктует цены на билеты. Желая сделать их доступными для беднейших слоев общества, он опускает планку ниже пределов рентабельности. Условие Ману Чао — никаких крупных спонсоров, которые могли бы в принципе в таком случае покрыть затраты. — «Коммерсантъ», 2002

«Российская газета» так описывала выступление певца-антиглобалиста Ману Чао в столичном «Зеленом театре»:

Концерт, который длился два с лишним часа, был сыгран как одна длинная композиция: его знаменитые Clandestino, King of Bongo, Me Gustas Tu. Многие из зрителей подготовились к концерту, надев ямайские шапки и обмотавшись платками с анархической символикой. На заднике за группой трогательно переливалась собранная из неоновых трубок надпись Ману Чао... На по сцене танцевал сам Чао, а Зелёный театр был под завязку набит его поклонниками.

## Сольная дискография
- 1998 Clandestino (Virgin)
- 2001 Próxima Estación: Esperanza (Virgin)
- 2002 Radio Bemba Sound System (концертный альбом, Virgin)
- 2004 Sibérie m'était contéee (Virgin)
- 2007 La Radiolina (Nacional Records)
- 2009 Baionarena (концертный альбом, CD + DVD, Nacional Records)
- 2023 Sibérie M'était Contéee («В Сибири мне рассказали») (предположительно  Radio Bemba)